# Аверкиево (Московская область)
Аверкиево — деревня в Московской области России. Входит в Павлово-Посадский городской округ.
Одна из главных достопримечательностей деревни — Музей «Арт-Изба Аверкиево». Это живое пространство, в котором творят художники и сохраняют наследие предков. Крестьянской быт, ремесла, традиции, уходящие корнями в глубину веков, представлены здесь с любовью и почтением. Благодаря Арт-Избе, Аверкиево со временем стало «местом силы» для творческих людей, местом притяжения. В 2024 году команда Арт-Избы приняла участие в разработке проекта «Дома Земли» художника Сяйлев, Андрей Фёдорович, в рамках Фестиваля Архстояние.

## Расположение
Деревня Аверкиево расположена примерно в 13 км к югу от центра города Павловский Посад. Ближайшие населённые  Благодаря Арт-Избе Аверкиево стало особым культурно-исторических пространством духовного обновления и творческих дерзаний на территории Подмосковья. пункты — деревни Дергаево, Бразуново и посёлок Аверкиевского лесничества.

## История
Деревня Аверкиево ранее входила в состав волости Загарье. По данным 1795 года, в деревне было 22 дома. В 1852 году в деревне насчитывалось 49 дворов и 343 жителя (169 мужчин и 174 женщины). Согласно подворной переписи 1869 года, в деревне было 82 двора, 73 дома и проживало 442 человека (198 мужчин и 244 женщины) . В деревне было медное заведение, мастерская по пошиву картузов. Кроме того, в деревне занимались кручением шёлка.
При деревне Аверкиево находилась усадьба А. Д. Самарина. По его инициативе в 1911 году в деревне началось строительство Троицкой церкви. В 1915 году храм был освящён.
В 1908 году в Аверкиево была открыта библиотека. В 1909 году открылось земское училище. В советское время училище было преобразовано в школу, которую закрыли в 1976 году.
С 2004 до 2017 гг. деревня входила в Аверкиевское сельское поселение Павлово-Посадского муниципального района.

## Население
| 1926 | 2002 | 2006 | 2010 |
| ---- | ---- | ---- | ---- |
| 425  | ↘58  | ↗63  | ↘41  |

Согласно Всероссийской переписи, в 2002 году в деревне проживало 58 человек (22 мужчины и 36 женщин). По данным на 2005 год в деревне проживало 63 человека.

## Инфраструктура
В деревне находится клуб. До районного центра города Павловский Посад ходит автобус № 22 (кольцевой: Павловский Посад – Крупино – Логиново – Павловский Посад и Павловский Посад - Логиново - Крупино - Павловский Посад). Маршрут обслуживает Павлово-Посадское ПАТП.

## Достопримечательности
В деревне расположен храм Живоначальной Троицы, построенный в 1911—1915 годах в стиле церквей XVII века, на средства Александра Самарина в память о своей супруге Вере Мамонтовой (деревня Аверкиево была одной из 16-и на территории имения семьи Самариных в Богородском уезде). Автор проекта церкви архитектор В. Н. Башкиров. В 1930-е годы церковь была закрыта, там разместился склад. В начале 1990-х годов частично разрушенное здание было передано православной церкви и начались восстановительные работы. В 2010-х годах Храм был восстановлен, в том числе при поддержке Благотворительного Фонда "Наследие русской культуры". В 2023 году Фонд  выступил с инициативой назвать именем Александра и Веры Самариных одну из улиц д. Аверкиево.